# Neraysho Kasanwirjo
Neraysho Meritchio Kasanwirjo (Amsterdam, 18 de fevereiro de 2002) é um futebolista neerlandês que atua como zagueiro. Atualmente, joga no Feyenoord.

## Carreira
Após jogar nas categorias de base do AVV Zeeburgia (pequeno clube da capital neerlandesa), Kasanwirjo chegou ao Ajax em 2011, também para atuar nos juniores. Promovido aos profissionais em 2019, fez sua estreia em agosto do mesmo ano, quando o Jong Ajax (equipe reserva dos Godenzonen) empatou por 3 a 3 com o NEC, pela Eerste Divisie.Chegou a ser relacionado para 4 jogos do time principal em 2020–21, não entrando em campo em nenhum.
Em maio de 2021, foi anunciado como reforço do Groningen por 3 anos, assinando após o término do contrato com o Ajax. Contando partidas da Eredivisie e da Copa dos Países Baixos, o zagueiro participu de 52 jogos e marcou 4 gols.
Em janeiro de 2023, Kasanwirjo assinou com o Feyenoord, sendo campeão neerlandês em 2022–23, tendo participado de 5 jogos na campanha, além de ter atuado 2 vezes pela Copa nacional.

## Carreira internacional
Descendente de surinameses e também com ascendência javanesa, Kasanwirjo defende as seleções de base dos Países Baixos desde 2017.

## Estatísticas
Atualizadas até dia 28 de maio de 2023.

### Clubes
| Clube             | Temporada | Campeonato Nacional | Campeonato Nacional | Campeonato Nacional | Copa Nacional | Copa Nacional | Competições Continentais | Competições Continentais | Outros Torneios | Outros Torneios | Total    | Total |
| Clube             | Temporada | #                   | Partidas            | Gols                | Partidas      | Gols          | Partidas                 | Gols                     | Partidas        | Gols            | Partidas | Gols  |
| ----------------- | --------- | ------------------- | ------------------- | ------------------- | ------------- | ------------- | ------------------------ | ------------------------ | --------------- | --------------- | -------- | ----- |
| Jong Ajax         | 2019–20   | Eerste Divisie      | 4                   | 0                   | 0             | 0             | –                        | –                        | 4               | 0               |          |       |
| Jong Ajax         | 2020–21   | Eerste Divisie      | 34                  | 1                   | 0             | 0             | –                        | –                        | 34              | 1               |          |       |
| Jong Ajax         | Total     | Total               | 38                  | 1                   | 0             | 0             | 0                        | 0                        | 38              | 1               |          |       |
| Groningen         | 2021–22   | Eredivisie          | 32                  | 1                   | 3             | 0             | –                        | –                        | 35              | 1               |          |       |
| Groningen         | 2022–23   | Eredivisie          | 15                  | 0                   | 2             | 2             | –                        | –                        | 17              | 2               |          |       |
| Groningen         | Total     | Total               | 47                  | 1                   | 5             | 2             | 0                        | 0                        | 52              | 3               |          |       |
| Feyenoord         | 2022–23   | Eredivisie          | 5                   | 2                   | 0             | 0             | 0                        | 0                        | 0               | 0               |          |       |
| Total na carreira |           |                     |                     |                     |               |               |                          |                          |                 |                 |          |       |

## Títulos

### Feyenoord
- Eredivisie: 2022–23[5]
- Supercopa dos Países Baixos: 2024